# Henryk Bukowiecki

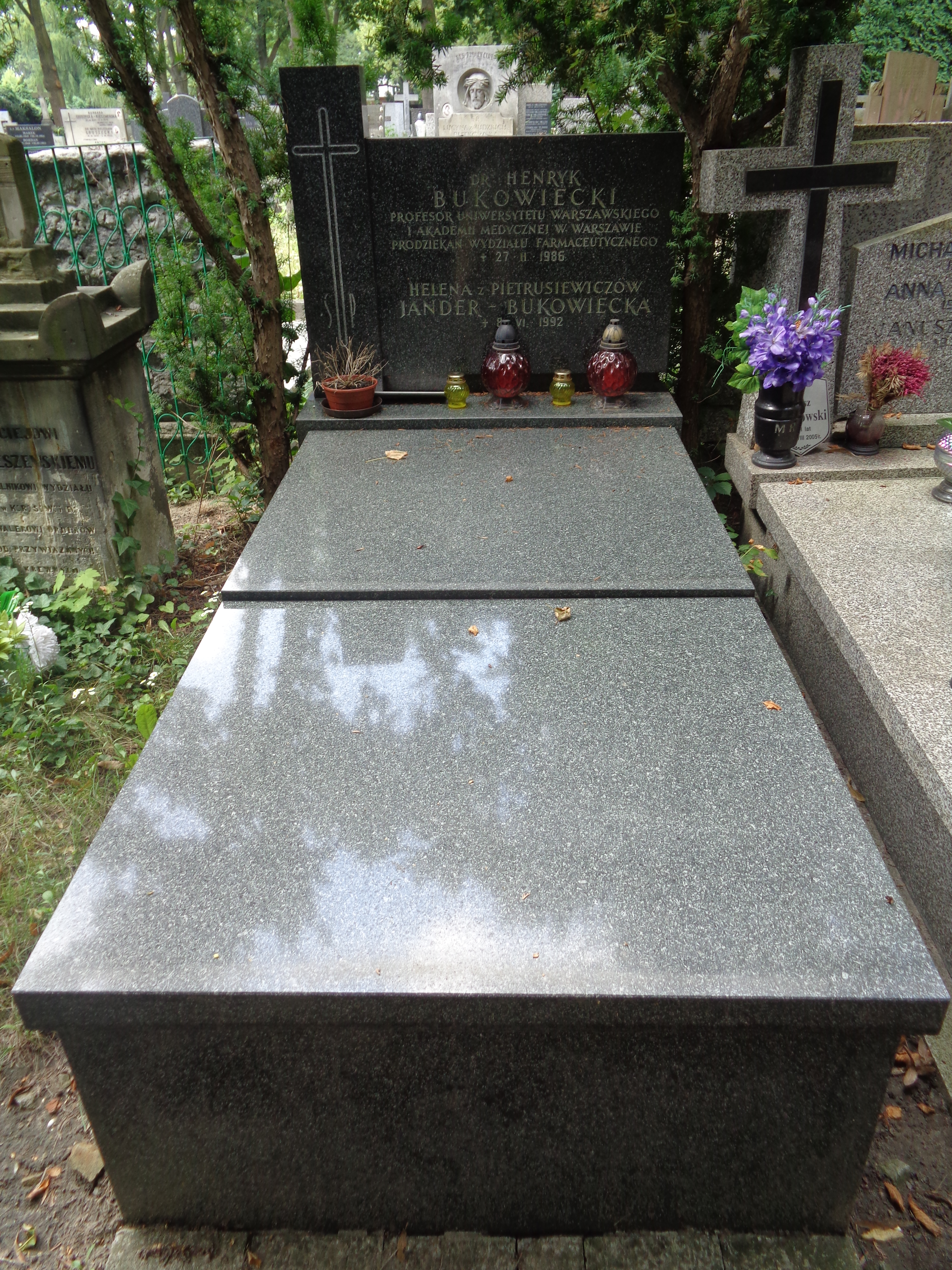
Grób Henryka Bukowieckiego na cmentarzu Powązkowskim

Henryk Antoni Bukowiecki (ur. 17 stycznia 1903 w Warszawie, zm. 27 lutego 1986 tamże) – polski botanik, farmaceuta, historyk botaniki i farmacji, profesor Uniwersytetu Warszawskiego i Akademii Medycznej w Warszawie.

## Życiorys
Po ukończeniu Szkoły Handlowej Zgromadzenia Kupców m.st. Warszawy studiował na Wydziale Matematyczno-Przyrodniczym Uniwersytetu Warszawskiego. Od 1925 młodszy i starszy asystent, a od 1933 adiunkt w Zakładzie Farmakognozji i Botaniki Lekarskiej UW. W 1939 uzyskał stopień doktora (za pracę Helleborus purpurascens W. et K., studium farmakognostyczne).
W czasie II wojny światowej wykładał botanikę farmaceutyczną na tajnych kompletach, pracując jednocześnie w aptekach warszawskich. Po upadku powstania warszawskiego prowadził Składnicę Sanitarną w Milanówku, obsługującą 14 szpitali ewakuowanych z Warszawy. Następnie do 1945 pracował w Częstochowie jako zastępca kierownika szpitalnej apteki i wykładowca na kursach uniwersyteckich. 
Po wojnie współorganizował warszawski Wydział Farmaceutyczny. Od 1946 był kierownikiem Zakładu Botaniki Farmaceutycznej UW. Habilitował się w 1945 na podstawie rozprawy O nostrzyku polskim, Melilotus polonicus (L.) Desr., od 1947 profesor nadzwyczajny UW.
Od powstania Akademii Medycznej w 1950 związał się z tamtejszą Katedrą Botaniki Farmaceutycznej, w okresie 1957–1960 prodziekan Wydziału Farmaceutycznego. W latach 1947–1966 związany także z Wydziałem Weterynarii Szkoły Głównej Gospodarstwa Wiejskiego, gdzie prowadził zajęcia z botaniki. Od 1964 profesor zwyczajny. Zamiłowany dydaktyk, zajmował się cytologią eksperymentalną, histochemią, anatomią roślin, fizjologią, ekologią, fitochemią, systematyką i taksonomią numeryczną oraz kulturą in vitro tkanek roślin leczniczych. Był autorem pionierskich prac z tych dziedzin w Polsce. Autor ok. 300 publikacji, m.in. w Acta Poloniae Pharmaceutica, Farmacji Polskiej, Kwartalniku Historii Nauki i Techniki, Studiach i Materiałach z Dziejów Nauki Polskiej.
Od 1973 przewodniczący Zespołu Historii Botaniki przy Instytucie Historii Nauki, Oświaty i Techniki Polskiej Akademii Nauk, zajmował się historią botaniki i farmacji. Inicjator nadania salom wykładowym w budynku przy ul. Banacha 1 imion Bronisława Koskowskiego i Bolesława Olszewskiego. 
Był sekretarzem generalnym Polskiego Towarzystwa Farmaceutycznego i przewodniczącym jego Oddziału Warszawskiego, członkiem zarządu Polskiego Towarzystwa Botanicznego, członkiem Komisji Nazewnictwa Roślin Uprawianych przy Ogrodzie Botanicznym UW, członkiem zwyczajnym Towarzystwa Naukowego Warszawskiego (od 1983), członkiem honorowym Rumuńskiego Towarzystwa Nauk Medycznych. Pełnił funkcję prezesa zarządu, a następnie przewodniczącego rady nadzorczej Spółdzielni Mieszkaniowej Profesorów UW. Mieszkał w Warszawie na Sewerynowie.
Odznaczony m.in. Krzyżem Kawalerskim Orderu Odrodzenia Polski i Medalem Komisji Edukacji Narodowej. Pochowany na cmentarzu Powązkowskim w Warszawie (kwatera 134, rz. 2, m. 2).

## Wybrane publikacje
- Botanika Farmaceutyczna, PZWL, 1973
- Niektóre starodruki botaniczne w bibliotece Załuskich, Studia i materiały z Dziejów Nauki Polskiej, 1969, z. 16, s. B
- Słownik Biologów Polskich (współredakcja)
- Staropolskie historyczne nazwy synonimiczne rodzajów roślinnych jako źródło nowoczesnej nomenklatury, Kwartalnik Historii Nauki i Techniki, 1977, z. 3, s. 613
- Tajne studia farmaceutyczne w Warszawie w latach 1939-1944. Pamięci poległych uczestników tajnego nauczania. Kwartalnik AM w Warszawie, 1973, z. 2, s. 145